# 大阪市交通局600形電車
大阪市電気局600形電車（おおさかしでんききょく600がたでんしゃ）は、大阪市交通局が1951年から1952年にかけて製造した通勤形電車である。

## 概要
大阪市営地下鉄の1号線（現・御堂筋線）の延伸に伴う増備車として製造された車両である。まず1951年の昭和町への延長に備え、近畿車輛で601～603、川崎車輛で604~606が製造され、翌年の西田辺への延長の際に、近畿車輌で607～609、川崎車輛で610~612が製造された。

## 車体
基本設計は500形に準じているが、屋根の通風器が再び廃止され、屋根両端に電動ファンと、天井にダクトを設ける事で、強制通風方式に変更された。そのため、500形までの車両と比較して、屋根が深くなっている。さらに、本形式より前面扉に幌が装備される様になり、他車にも普及した。また、延長路線の部分に開溝部分があった事から、客用扉の上に水切りが設けられた。そのほか、資材状況の好転により、戦前製と同様の車内設備で製造された。

## 主要機器
基本的に500形と同系であるが、戦後の技術の発展を受けて各部に変更が見られる。
制御器は新型の東洋電機製造ES-522A・-522Bが、主電動機は従来と同仕様ながら各部に改良が施された東芝SE-146Dが、そして台車は新扶桑金属工業製の一体鋳鋼イコライザー台車であるが、軸受部がローラーベアリングに変更されたKS-63Eがそれぞれ採用され、信頼性が大幅に向上している。
また、シロッコファンへの給電用として電動発電機（MG）の出力が4.5kWから5kWへ引き上げられ、また空気圧縮機(CP)が保守上の都合で複電圧仕様のD-3-Nから単電圧仕様のD-3-Fへ変更された。

## 運用
500形同様全室運転台車なので、主に先頭車として使用された。車内照明の蛍光灯化や制動装置の改良（電磁直通ブレーキの取り付け）、スピードアップ化改造も同様に行われた。晩年には列車無線装置の取り付けも行われ、8両編成の先頭車として活躍した。

## 終焉
1970年の日本万国博覧会に向けての1号線輸送力増強の一環として、1号線在籍の旧型車は新造の30系に置き換えられることとなり、1969年秋までに運用終了した。但し本形式は、100～500形より少し遅れて1970年に廃車された。